# Khirbet et-Teqūʿ

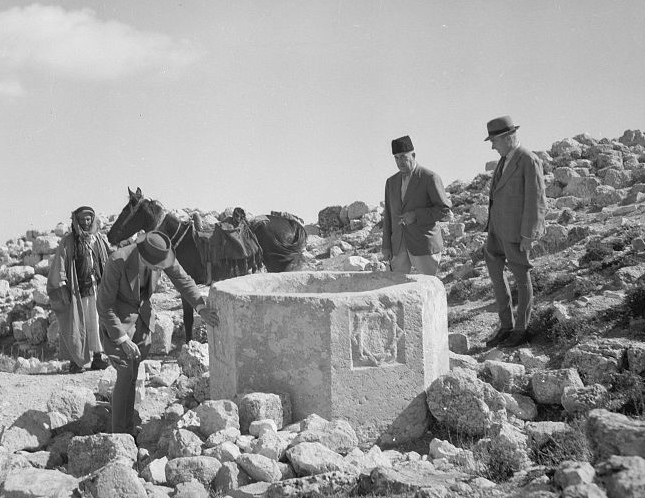
Byzantinisches Taufbecken (Khirbet et-Teqūʿ, 1940)

Khirbet et-Teqūʿ ist eine archäologische Stätte im israelisch besetzten Westjordanland. Sie liegt am Rande der Kleinstadt Tuquʿ (arabisch تقوع), welche zum Gouvernement Bethlehem der Palästinensischen Autonomiebehörde gehört. Die Identifikation von Khirbet et-Teqūʿ mit dem eisenzeitlichen, in der Hebräischen Bibel mehrfach genannten Ort Tekoa ist Konsens. Dieses Tekoa in Judäa ist zu unterscheiden von dem in rabbinischen Quellen erwähnten Ort Tekoa in Galiläa.
In der Nähe befindet sich die nach dem Jom-Kippur-Krieg gegründete israelische Siedlung Tekoa.

## Name
Der Ortsname lautet im Tanach hebräisch תְּקוֹעַ Təqôa‘, „Ort des Aufschlagens [der Zelte]“. Die Schreibung in der antiken griechischen Bibelübersetzung (Septuaginta) variiert: altgriechisch Θεκουε, Θεκωε, Θεκως Thekue, Thekōe, Thekōs. Im Onomastikon des Eusebius von Caesarea hat der Ortsname die Schreibweise altgriechisch Θεκω Thekō, in der Mosaikkarte von Madaba [Θ]ΕΚΟΥΕ. Die antike lateinische Bibelübersetzung (Vulgata) hat Thecua und Thecue. In Quellen der Kreuzfahrerzeit hieß der Ort Thecua, Casal Techue oder Tecua oppidum.
Edward Robinson und Eli Smith identifizierten Tekû’a (= Khirbet et-Teqūʿ) 1838 mit dem biblischen Tekoa. Dafür sprach der arabische Name des Orts ebenso wie die Entfernungsangaben von Tekoa nach Jerusalem und Bethlehem, die sie im Onomastikon des Eusebius von Caesarea und bei Hieronymus lasen. Robinson und Smith fanden auf der Kuppe eines Hügels des Judäischen Berglands Ruinen steinerner Häuser vor, die am höchsten Punkt des Areals von einem großen quadratischen Kastell überragt wurden. Mitten in dem Ruinengelände identifizierten sie die Reste einer byzantinischen Kirche mit einem oktogonalen Taufbecken aus rötlichem Kalkstein, außerdem zahlreiche Zisternen. Das Taufbecken bleibt eine Konstante der Reiseberichte des 19. und 20. Jahrhunderts, weil es immer bemerkt wurde.

## Lage
Die recht flache Hügelkuppe erstreckt sich in Nord-Süd-Richtung und hat in der Mitte eine Einsattelung, der die höhere und kleinere nördliche Kuppe mit dem Kastell von der niedrigeren südlichen Kuppe mit der antiken Wohnsiedlung trennt. Auf bequemen Talwegen sind Jerusalem und Bethlehem im Norden sowie Hebron im Süden zu erreichen. Khirbet et-Teqūʿ liegt am Rande der Wüste, die sich nach Osten und Südosten erstreckt, während im Nordwesten eine fruchtbare Ebene für die Landwirtschaft günstige Bedingungen bietet.

## Geschichte
Tekoa ist vor allem bekannt als Herkunftsort des Propheten Amos (Am 1,1 ). Im Buch Jeremia wird Tekoa als ein bekannter Zufluchtsort in Kriegszeiten genannt (Jer 6,1 ). „Tekoa erscheint hier als Teil einer Verteidigungsanlage und eines Warnsystems.“
In Tekoa wurde ein Familiengrab der Eisenzeit II (Grab 302) archäologisch untersucht; aufgrund der unvollständigen Dokumentation der Befunde lässt es sich allerdings nicht klassifizieren.
Tekoa war ein administratives Zentrum der persischen Provinz Jehud.
Das 1. Buch der Makkabäer erwähnt, dass Jonatan Apphus und Simon Makkabäus sich auf der Flucht vor dem seleukidischen Heerführer Bakchides in die „Wüste Tekoa“ zurückzogen und an der Zisterne von Asfar lagerten (1 Makk 9,33 ).
Flavius Josephus zufolge nutzte Schimon bar Giora den Ort Θεκουε Thekue während des Jüdischen Krieges als Basis, um von dort aus Druck auf die Palastfestung Herodium und Idumäa auszuüben. In seiner Vita erwähnte Josephus seinen Besuch in Tekoa in der Endphase des Krieges: „Als ich von Titus Caesar mit Cerealius und tausend Reitern in ein Dorf namens Tekoe geschickt wurde, um festzustellen, ob der Ort für ein befestigtes Lager geeignet wäre, und auf dem Rückweg von dort viele Kriegsgefangene am Kreuz hängen sah und unter denen drei meiner Verwandten erkannte, betrübte es mich zutiefst …“
Den Vitae Prophetarum zufolge stammte der Prophet Amos nicht nur aus Tekoa, er war dort auch getötet und begraben worden. Die Tradition eines Amos-Grabes vor Ort geht demnach bis ins 1. Jahrhundert n. Chr. zurück, war ursprünglich jüdisch und wurde von den Christen übernommen. Im 6. Jahrhundert erwähnte Kyrill von Skythopolis einen Memorialbau über dem Grab des Propheten Amos.

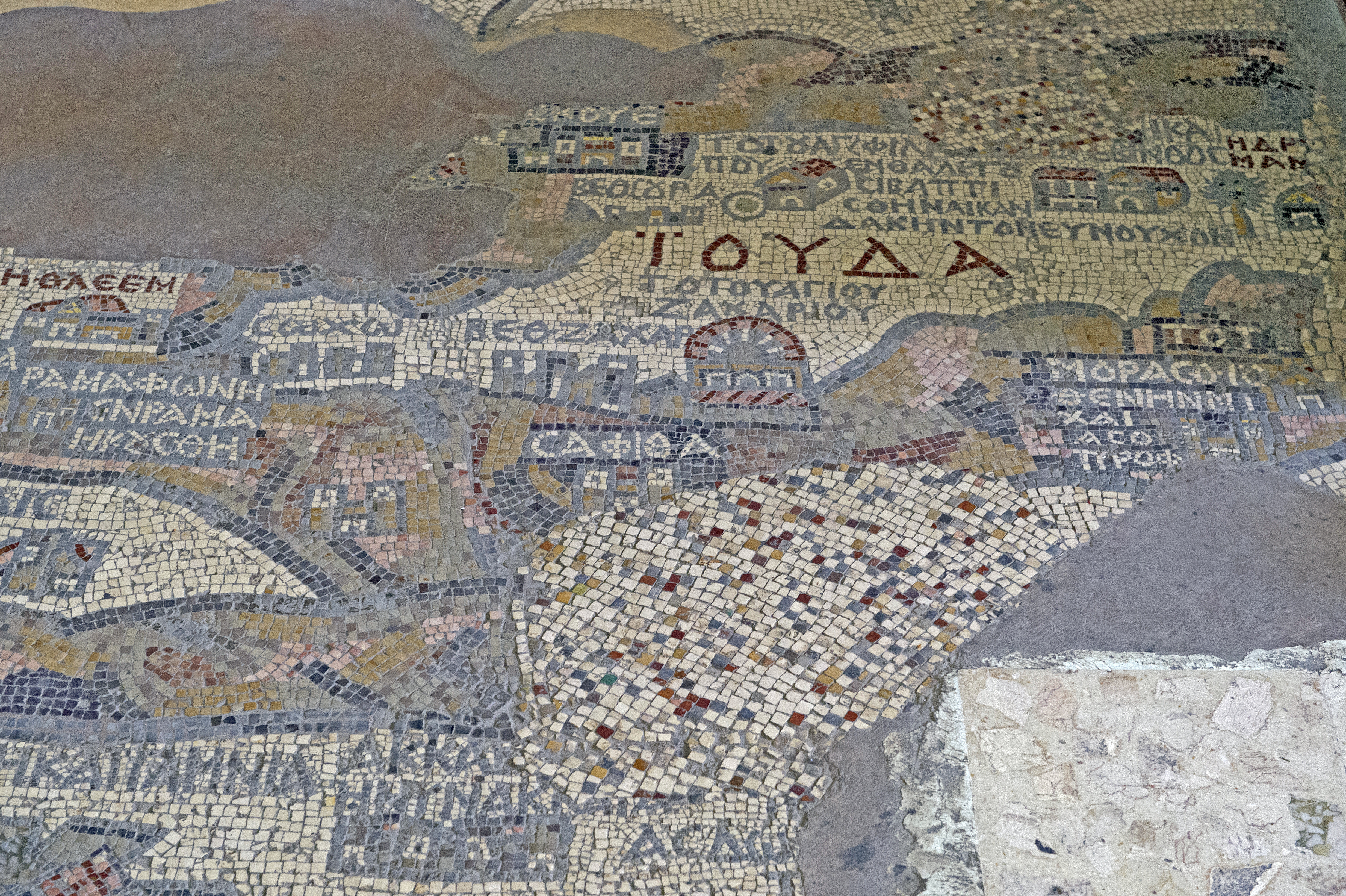
Stadtvignette von [Θ]ΕΚΟΥΕ (Tekoa) auf der Mosaikkarte von Madaba (oben links)

Die byzantinische Hauptkirche von Khirbet et-Teqūʿ war eine dreischiffige Säulenbasilika mit fünf Jochen; die Innenmaße betragen 19,70 m × 14,70 m. Es gab mehrere Nebengebäude, darunter ein Baptisterium. Das steinerne Taufbecken befindet sich heute 40 m nördlich dieser Kirche. „Seine Höhe beträgt 1,22 m, sein Durchmesser von Außenrand zu Außenrand 1,58 m. Eine Seite ist 0,68 m breit, so daß der gesamte äußere Umfang 5,44 m beträgt. Die Wand ist 0,20 m dick. Die Aushöhlung ist kreisrund, ihr Durchmesser 1,18 m. Die untere Hälfte ist verengt. Der obere Raum ist 0,62 m tief, der untere 0,45 m. Sein Durchmesser ist 0,80 m. An der unteren Kante, da wo Boden und Seitenrand aufeinanderstoßen, ist eine Ausflußöffnung. … An je 4 Seitenflächen sind Ornamente angebracht, ein einfaches gleichschenkliges Kreuz, ein Kreuz mit dreiteiligen Blättern in den Winkeln, ein Ring und ein Kranz aus zwei ineinandergesteckten Vierecken.“ Etwa 90 m südöstlich der Hauptkirche befand sich eine Kapelle mit geosteter Apsis. Keine der beiden byzantinischen Kirchen kann mit dem aus schriftlichen Quellen bekannten Memorialbau über dem Grab des Amos, einer Höhle, identifiziert werden.
Tekoa war Schauplatz der christologischen Streitigkeiten im palästinensischen Mönchtum. Im Jahr 508 gründete der Eremit Sabas hier ein Kloster, das als Laura Nova bezeichnet wurde.
Wie Wilhelm von Tyrus schrieb, begrüßte die einheimische christliche Bevölkerung von Tekoa die Ankunft der Kreuzfahrer. Abt Daniil sah 1108 ein „sehr großes Dorf“ mit christlichen und sarazenischen Einwohnern. Auf der höchsten Erhebung des Siedlungshügels wurde ein fränkischer Gutshof erbaut. Im Jahr 1144 überließ Königin Melisende Tekoa den Chorherren der Jerusalemer Grabeskirche im Austausch gegen Ländereien in Bethanien.
Das von W. Sütterlin 1921 beschriebene Kastell auf der Nordkuppe ist nach Denys Pringle ein kreuzfahrerzeitlicher Bau: Das Kastell hat einen viereckigen Grundriss, die Nordseite misst 41 m, die Westseite 57,95 m, die Südseite 60,20 m und die Ostseite 48,50 m. Die Mauern setzen auf den gewachsenen Fels auf und sind besonders an der Westseite gut erhalten. Diese Westmauer „wendet sich in der Mitte … in einem rechten Winkel nach innen und läuft 1,45 m nach Osten, dan biegt sie wieder nach Norden um und verläuft geradlinig bis an die Nordwestecke.“ Dies könnte auf einen Turm hinweisen. In der Nordostecke des Kastells sah Sütterlin ein schuttgefülltes Wasserreservoir mit rechteckigem Grundriss; die Nordseite maß 11,60 m, die Ostseite 22,50 m und die Westseite 15,40 m. Die Außenwand war 1,60 m dick.
Der osmanische Zensus von 1526/27 nennt 82 Familien in Tekoa, von denen 55 christlich waren. In den 1880er Jahren lebten noch einige Menschen in den Höhlen von Khirbet et-Teqūʿ.
Archäologische Grabungen haben in Khirbet et-Teqūʿ nur rudimentär stattgefunden, doch wurden im 20. Jahrhundert im Antikenhandel immer wieder Objekte angeboten, die angeblich in Khirbet et-Teqūʿ gefunden wurden: Keramik aus Grabanlagen der Frühbronzezeit, Mittelbronzezeit, Eisenzeit und Münzen von Johannes Hyrkanos I. bis ins 14. Jahrhundert. Hierzu gehört ein von Emanuele Testa 1967 publiziertes, 6 cm hohes und 2 cm breites Silberamulett mit einem magischen Text in aramäischer Sprache (5. bis 7. Jahrhundert n. Chr.).